# Résolution 782 du Conseil de sécurité des Nations unies
Membres permanents
- Chine
- États-Unis
- France
- Royaume-Uni
- Russie

Membres non permanents
- Autriche
- Belgique
- Cap-Vert
- Équateur
- Hongrie
- Inde
- Japon
- [[Fichier:|20x18px|border|Drapeau du Maroc|class=noviewer]] Maroc
- Venezuela
- Zimbabwe

Résolution no 781 Résolution no 783
La résolution 782 du Conseil de sécurité des Nations Unies, adoptée à l'unanimité le 13 octobre 1992, après avoir salué les accords généraux de paix de Rome signés le 4 octobre 1992 à Rome entre les partis FRELIMO (gouvernement) et RENAMO (rebelle) lors de la guerre civile mozambicaine, a approuvé la nomination d'un Représentant spécial intérimaire et le déploiement d'un maximum de 25 observateurs militaires au Mozambique. Le Représentant spécial était l'italien Aldo Ajello. 
La résolution salue également un accord entre le président du Mozambique Joaquim Chissano et le président de la RENAMO dans lequel les deux parties acceptent le rôle des Nations unies pour la surveillance et la garantie de la mise en œuvre des accords de Rome. Elle a ensuite exprimé l'attente du Conseil de sécurité d'un futur rapport du Secrétaire général sur la création d'une opération des Nations Unies au Mozambique, qui a officiellement été créée dans la résolution 797.

## Voir également
- Histoire du Mozambique